# (19430) Kristinaufer
(19430) Kristinaufer (1998 FO69) – planetoida z pasa głównego asteroid okrążająca Słońce w ciągu 3,75 lat w średniej odległości 2,41 j.a. Odkryta 20 marca 1998 roku.